# Holly Lawford-Smith
Holly Lawford-Smith es una autora, investigadora y profesora asociada en la Universidad de Melbourne.

## Biografía
Lawford-Smith nació en Taupo, Nueva Zelanda y completó sus estudios superiores en la Universidad de Otago en Dunedin, Nueva Zelanda. En 2010 obtuvo un doctorado en la Universidad Nacional de Australia (ANU). Posteriormente comenzó un trabajo permanente como profesora de Filosofía en la Universidad de Sheffield.

## Carrera
Desde 2017, ha trabajado en la Universidad de Melbourne. Su trabajo se basa en la filosofía social, moral y política, con un interés particular en la acción colectiva, ética climática y feminismo. La mayor parte de su investigación actual argumenta que existe un conflicto de intereses entre el activismo de identidad de género, por un lado, y los derechos de las mujeres y los derechos de lesbianas, gays y bisexuales (LGB) por el otro.
En febrero de 2021, Lawford-Smith lanzó un sitio web llamado "Sin conflicto, dijeron" que recopila historias anónimas de mujeres que se han sentido amenazadas por mujeres transgénero en espacios públicos. En respuesta, varios académicos de su institución firmaron una carta abierta al liderazgo de la Universidad de Melbourne condenando el sitio web como transfóbico y argumentando que "contraviene la Política de comportamiento adecuado en el lugar de trabajo de la universidad y plantea serias dudas sobre la integridad de la investigación en la universidad". The Sydney Morning Herald encontró que la mayoría de las historias en el sitio web eran sobre confusión al denominar o referirse a mujeres trans y muchas se relacionaban con el uso del baño.
También forma parte del consejo editorial de The Journal of Political Philosophy y Journal of Controversial Ideas.

## Trabajos seleccionados
- Lawford-Smith, Holly (2012). Global Justice. Routledge. ISBN 978-0-7546-2979-5.[10]
- Lawford-Smith, Holly (2019). Not In Their Name: Are Citizens Culpable For Their States' Actions?. Oxford: Oxford University Press. ISBN 978-0-1925-7033-8.[11]